# Ingeborg de Suède
Ingeborg Eriksdotter (née vers 1212 - morte vers 1254) est une princesse suédoise, fille du roi Éric X de Suède, sœur aînée du roi Éric XI de Suède, épouse de Birger Jarl, et mère du roi Valdemar Birgersson.

## Biographie
Ingeborg est fille aînée du roi Erik Knutsson et de son épouse, Richeza de Danemark. Elle vit sa jeunesse en exil au Danemark, après la déposition  de son frère Erik Eriksson du royaume en 1229 par Knut Knut Långe. Le mariage d'Ingeborg Eriksdotter avec Birger le fils cadet de Magnus Minnisköld et d'Ingrid Ylva intervient vers 1235 et il est sans doute à rapprocher de la restauration de son frère en 1234 après la mort de l'usurpateur avec l'appui de la puissante maisons de Folkungars.
La princesse Ingeborg donne naissance à de nombreux enfants après son union avec Birger Jarl qui devient Jarl de Suède en 1248. En 1250, son frère meurt sans héritier et son fils aîné Valdemar Birgersson est choisi comme successeur au trône par l'aristocratie au détriment de son époux qui devient toutefois régent du royaume pendant la minorité de leur fils.
Ingeborg en tant que mère du roi devient ainsi la première dame de la cour de Suède. Ingeborg hérite de plus des biens propre de son frère car elle est la dernière héritière vivante de la maison d'Erik. Bien qu'ayant atteint la quarantaine elle continue à donner naissance à des enfants et sa mort est peut-être due à des complications lors d'un accouchement et de la naissance de jumeaux.

## Postérité
- Rikissa Birgersdotter, née en 1238, épouse en 1251 Håkon le Jeune, corégent de Norvège (1257), puis Henri Ier de Mecklembourg-Werle-Güstrow ;
- Valdemar Birgersson, né 1238 ;
- Christine Birgersdotter, mariée plusieurs fois dont avec le seigneur suédois Sigge Guttormsson ;
- Magnus Birgersson, né en 1240 ;
- (?) Catherine Birgersdotter, née 1245, épouse en 1259 Siegfried Ier d'Anhalt-Zerbst ;
- Eric Birgersson, né 1250, duc ;
- (?) Ingeborg Birgersdotter ,né vers 1254, morte le 30 juin 1302, épouse vers 1270 Jean Ier de Saxe-Lauenbourg ;
- Benedict Birgersson né vers 1254 duc de Finlande et évêque de Linköping.